# Maxime Le Forestier
Bruno Le Forestier, més conegut pel seu nom d'artista Maxime Le Forestier, (París, 10 de febrer de 1949) és un cantautor francès. Se'l coneix internacionalment sobretot gràcies a la cançó San Francisco.

## Discografia
- Mon frère (1972)
- Le Steak (1973)
- Saltimbanque (1975)
- Hymne à sept temps (1976)
- N°5 (1978)
- Les Rendez-vous manqués (1980)
- Dans ces histoires… (1981)
- Les Jours meilleurs (1983)
- After Shave (1986)
- Né quelque part (1988)
- Sagesse du fou (1991)
- Passer ma route (1995)
- L'Écho des étoiles (2000)
- Restons amants (2008)
- Le Cadeau (2013)